# Procesrechtsmisbruik
Procesrechtsmisbruik of misbruik van procesrecht is in België het aanwenden van een rechtspleging voor kennelijk vertragende of onrechtmatige doeleinden. Het is een misdrijf dat wordt bestraft met een geldboete van 15 tot 2.500 euro, en bovendien kan een schadevergoeding worden gevorderd in geval van een tergend en roekeloos geding. Daarenboven kan er enkel sprake zijn van procesrechtsmisbruik in burgerlijke zaken, en nooit in straf- of tuchtzaken.
Procesrechtsmisbruik is een bijzondere toepassing van de leer van  rechtsmisbruik. De voorwaarden die worden gehanteerd om te komen tot de vaststelling van het procesrechtsmisbruik, zijn dezelfde voorwaarden bij rechtsmisbruik.

## Rechtsgrond
Art. 780bis van het Gerechtelijk Wetboek luidt:
De partij die de rechtspleging aanwendt voor kennelijk vertragende of onrechtmatige doeleinden kan worden veroordeeld tot een geldboete van 15 euro tot 2.500 euro, onverminderd de schadevergoeding die gevorderd zou worden.
In dat geval, wordt in dezelfde beslissing daarover uitspraak gedaan voorzover schadevergoeding voor tergend en roekeloos geding wordt gevorderd en toegekend. Indien zulks niet het geval is, worden de partijen verzocht toelichting te geven overeenkomstig artikel 775.
De Koning kan het minimum- en maximumbedrag om de vijf jaar aanpassen aan de kosten van het levensonderhoud. De boete wordt geïnd door de administratie van de Registratie en Domeinen met aanwending van alle middelen van recht.
Dit artikel is niet van toepassing in strafzaken noch in tuchtzaken.